# Teodoro I de Rusia
Teodoro I Ivánovich (en ruso: Фёдор I Иоа́ннович [Fiódor I Ioánnovich]), castellanizado también como Fiódor I Ivánovich (31 de mayo de 1557 - 17 de enero de 1598) fue zar de Rusia (1584-1598), tercer hijo de Iván el Terrible y Anastasia Románovna Zajárina. Es conocido como Teodoro el Campanero debido a su gusto por hacer sonar las campanas de las iglesias. Fue el último zar de la rama moscovita de la dinastía Rúrikovich en el trono de Rusia.

## Biografía
Teodoro tenía, desde muy joven, la reputación de ser poco ambicioso y además de mostrar desinterés por su condición de príncipe, quizá por no ser el heredero original del trono ruso, que sí lo era su fallecido hermano mayor, el zarévich Iván Ivánovich, fallecido durante una riña con su padre  en 1580. El propio Iván el Terrible dudaba de la capacidad de Teodoro para asumir el poder y por ello dispuso que a su muerte Teodoro gobernara asistido por un consejo de "regentes" liderados por Borís Godunov, cuñado de Teodoro.
Tras la muerte de Iván el Terrible en 1584, fue sencillo para Borís Godunov utilizar intrigas diversas para apartar a los demás boyardos de la regencia y acaparar el acceso a su cuñado. Teodoro, a su vez, mostraba muy poco interés en la política, destacando por su carácter religioso y por pasar la mayor parte de su tiempo orando, meditando o leyendo textos cristianos, llevando una vida parecida a la de un monje y dejando las tareas de gobierno y administración a Borís Godunov. 

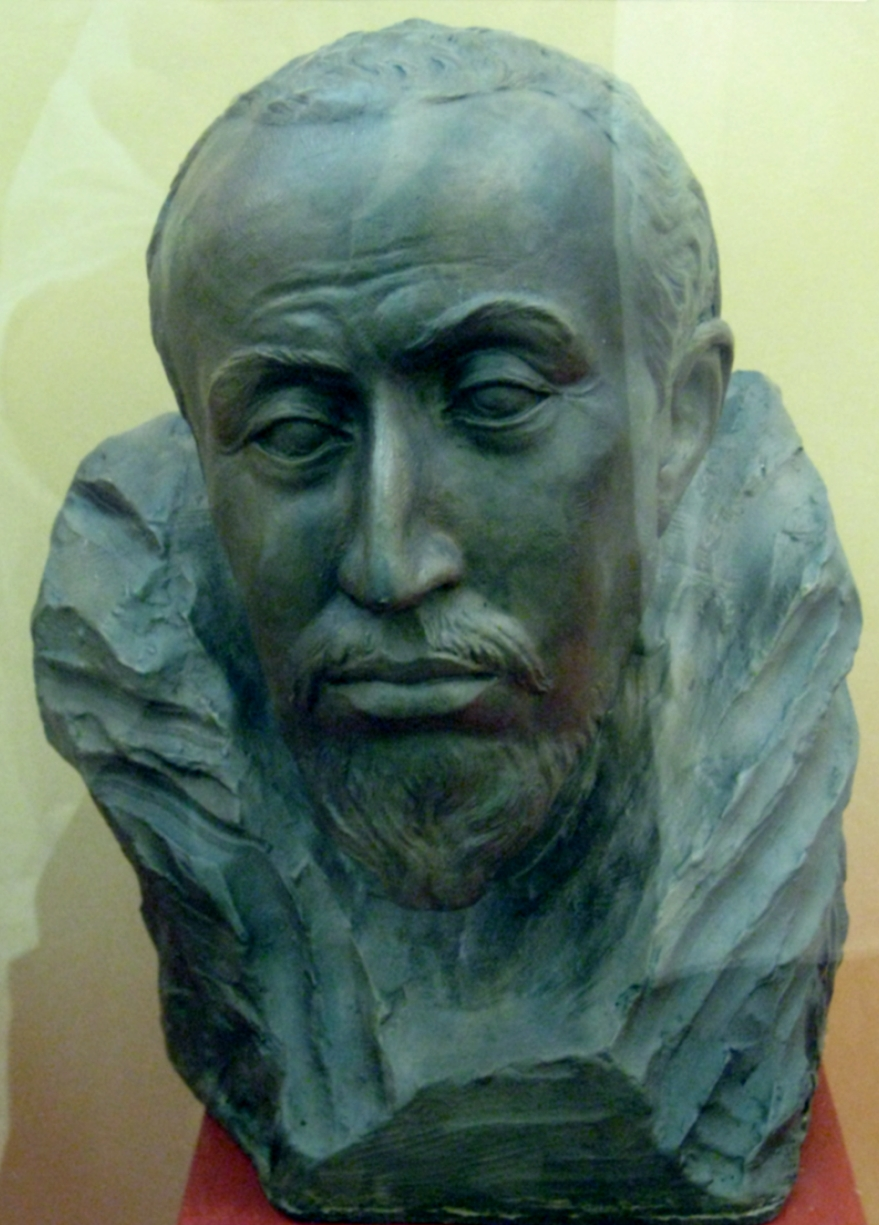
Reconstrucción de la cabeza del zar por Mijaíl Guerásimov.

De hecho sobre Godunov recayeron las funciones de defender a Rusia de las incursiones tártaras y de asegurar las tierras recién conquistadas por Iván el Terrible, siendo que la única iniciativa importante de Teodoro fue gestionar la instauración del Patriarcado de Moscú en 1589, logrando así un patriarcado de la Iglesia Ortodoxa rusa no sujeto a la dominación otomana (a diferencia de los patriarcados de Alejandría, Estambul, o Jerusalén). 
Tras la muerte en 1591 del zarévich Dimitri Ivánovich, el hijo menor de Iván el Terrible, Teodoro quedaba obligado a tener un hijo varón que heredase el trono ruso y asegurase la sucesión de la dinastía de Rúrik, lo cual no se logró. Cuando su única hija murió a temprana edad en 1594, Teodoro cayó en una profunda depresión y se apartó de las pocas tareas de gobierno que aún conservaba. 
Muerto sin descendencia masculina en enero de 1598, su reinado marcó el fin de la línea moscovita de la  vieja dinastía de Rúrik que descendía de Iván I de Rusia (Iván Kalitá). A partir de aquí, el Zarato ruso entró en el llamado Período Tumultuoso.
Alekséi Konstantínovich Tolstói en 1868 escribió el drama Zar Fiódor Ioánnovich dedicada a la vida del zar.

## Sucesión
| Predecesor: Iván IV de Rusia | Zar de Rusia 1584 - 1598 | Sucesor: Borís Godunov |